# El Cerrito (Querétaro)

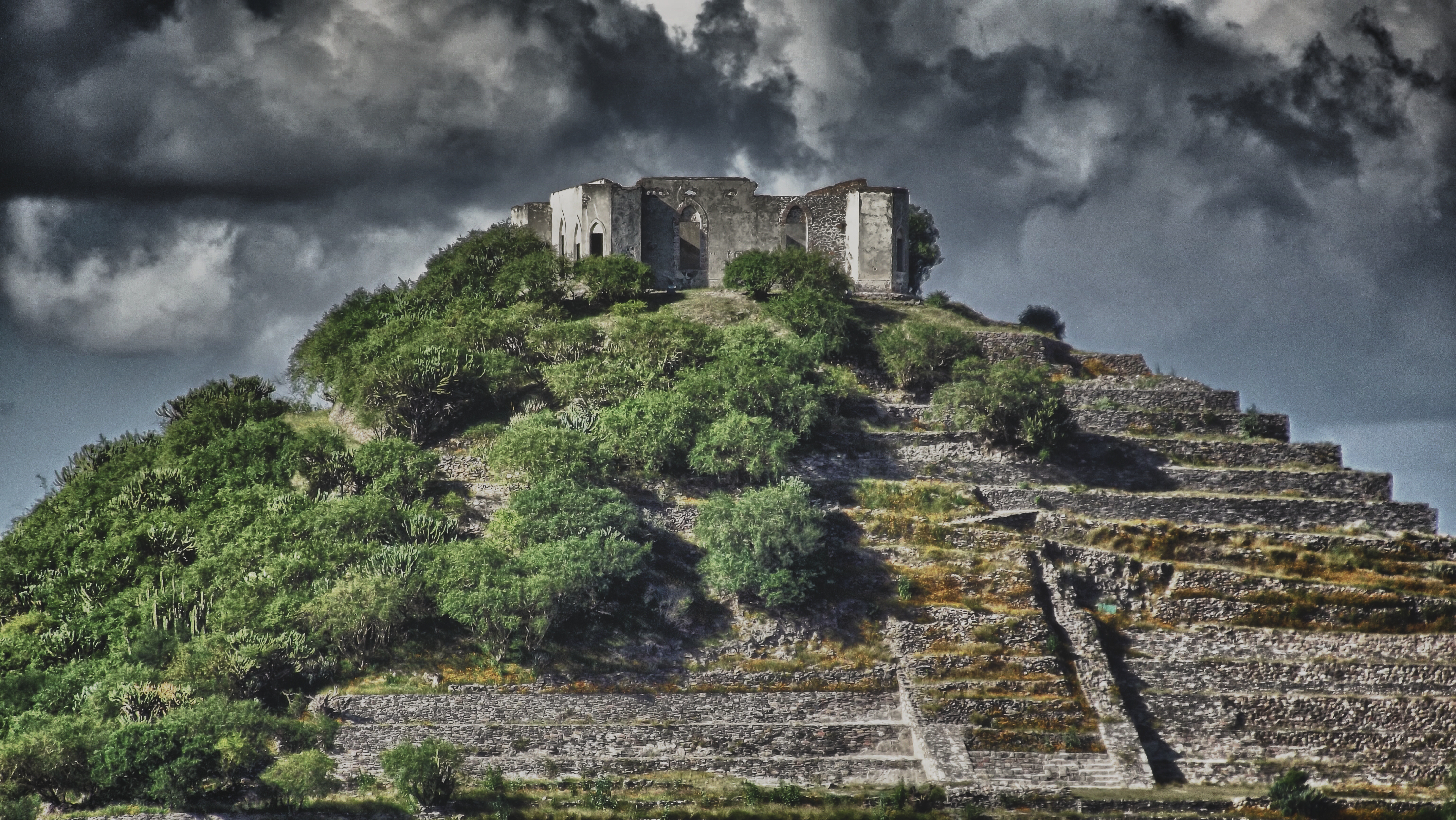
Große Pyramide von El Cerrito (2011)

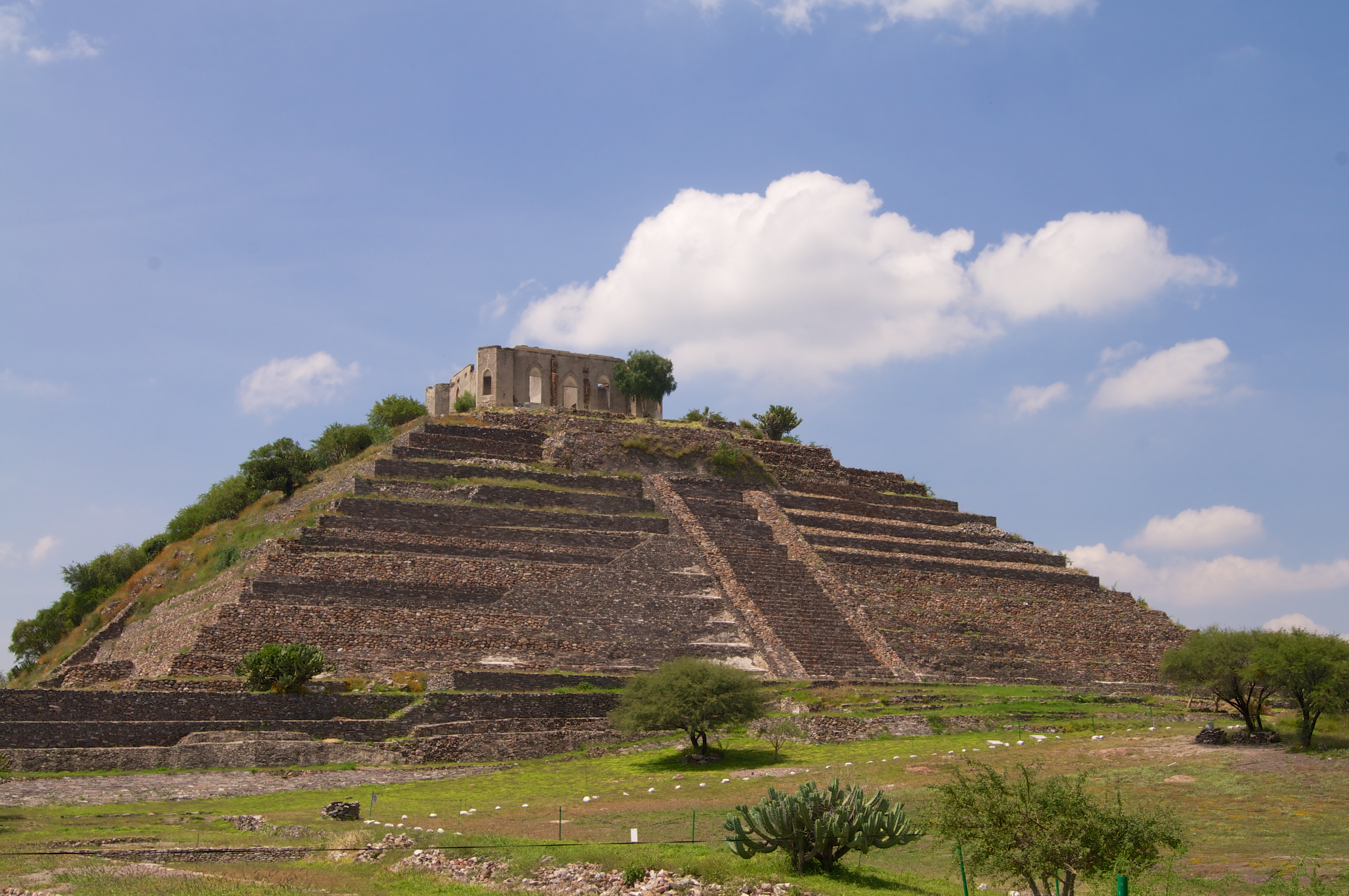
Große Pyramide von El Cerrito (2012)

El Cerrito („kleiner Berg“) ist eine präspanische Stätte im Municipio Corregidora nahe der mexikanischen Stadt Santiago de Querétaro.

## Lage
Die archäologische Stätte von El Cerrito gruppiert sich um einen ca. 7 km (Fahrtstrecke) südwestlich von Querétaro in einer Höhe von ca. 1815 m ü. d. M. gelegenen Hügel.

## Geschichte
Grabungen haben ergeben, dass die Stätte bereits in vorchristlicher Zeit von Angehörigen der Chupícuaro-Kultur besiedelt war. Der Platz wurde wahrscheinlich von Angehörigen des teotihuacánisch-toltekischen Kulturkreises in den Jahren 900 bis 1200 ausgebaut und noch nach der Ankunft der Spanier von Otomí-Chichimeken sowie von den Tarasken genutzt. Im Jahr 1887 errichtete ein spanischer Grundherr (señor) ein Wohnhaus mit oktogonalen Ecktürmchen auf der Spitze der Pyramide.

## Bauten
- Markantestes Bauwerk ist die mehrfach abgestufte Große Pyramide, bei der 3 verschiedene Bauphasen unterschieden werden können. Sie hat einen quadratischen Grundriss mit ca. 83 m Seitenlänge und eine Höhe von ca. 30 m. Auf allen vier Seiten führen Treppen hinauf zum ehemaligen Tempel. Die Außenwände aller Außenmauern sind gleichermaßen leicht abgeschrägt; das für die Architektur Teotihuacáns und Tulas so charakteristische Talud-tablero-System existiert hier folglich nicht. Der gesamte Baukörper war einst mit Stuck verkleidet und farbig bemalt.
- Auf der Südostseite der Tempelpyramide befindet sich ein vertiefter Platz (patio hundido), der von einigen Archäologen als Tzompantli identifiziert wurde.
- Auf einer großen von Menschenhand aufgeschütteten Plattform befinden sich weitere Bauten (palacios) und Plätze (plazas), wo auch Reste von Altären und Opfergaben gefunden wurden.
- Ein Ballspielplatz wurde (bislang) nicht identifiziert.

## Skulpturen
In der Ruinenstätte wurden einige wenige Reste von Chac-Mool-Figuren, Atlanten, Säulen und Keramiken gefunden; Stelen wurden hingegen – wie in den meisten archäologischen Stätten des zentralmexikanischen Hochlandes – nicht entdeckt.